# Герб Монтіжу
Ге́рб Монті́жу — офіційний символ міста Монтіжу, Португалія. Використовується як територіальний герб. У срібному щиті маленька зелена гора, промальована чорним. Під нею, в основі щита, п'ять хвилястих смуг синього і срібного кольору. У главі — червоний Яківський хрест. Обабіч нього розташовані два чорні стерна з золотими кріпленнями, обернені румпелями один до одного. За стернами — два пучки золотих пшеничних колосків із зеленим листям, перев'язаних в основі червоною стрічкою. Щит увінчує срібна мурована міська корона з п'ятьма вежами.  Під щитом біла стрічка, на якій великими літерами напис португальською: «cidade de Montijo» (місто Монтіжу).  Офіційно затверджений 4 березня 1986 року.  

## Галерея

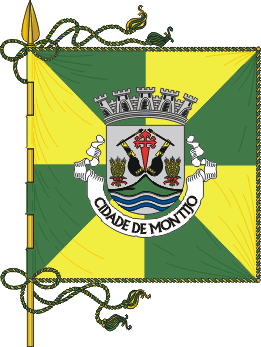
Прапор